# خاویر ایتریاگا
خاویر ایتریاگا (انگلیسی: Javier Iturriaga؛ زادهٔ ۳ نوامبر ۱۹۸۳) بازیکن فوتبال اهل مکزیک است.
از باشگاه‌هایی که در آن بازی کرده‌است می‌توان به باشگاه فوتبال اتلتیک بیلبائو و باشگاه فوتبال اتلتیک بیلبائو بی اشاره کرد.